# Rene Bond
Pour les articles homonymes, voir Bond.
Rene Bond (née le 11 octobre 1950 à San Diego, morte le 2 juin 1996 à Los Angeles) est une actrice de films pornographiques américaine.

## Biographie
Rene commence dans les films de sexploitation de Harry Novak. Dans les années 1970, elle commence à apparaître dans des films « hardcore », qui rapportaient beaucoup plus (100 $ contre 30 $) que les « softcore ».
Rene Bond est la première actrice de films pornographiques avec des implants mammaires, opération payée par Harry Novak.
Elle est morte d'une cirrhose en 1996.
Rene Bond est introduite à titre posthume dans le AVN Hall of Fame, dans le Legends of Erotica Hall of Fame et dans le XRCO Hall of Fame.

## Récompenses
- 1985 : XRCO Hall of Fame
- 1998 : AVN Hall of Fame
- 1999 : Legends of Erotica Hall of Fame

## Filmographie sélective
- 1970 : Country Hooker de Lew Guinn
- 1970 : Country Cuzzins de Bethel Buckalew
- 1971 : The Jekyll and Hyde Portfolio de Eric Jeffrey Haims
- 1971 : Necromania d'Ed Wood.
- 1971 : Touch Me d'Anthony Spinelli.
- 1971 : The Hawaiian Split de Robert E. Pearson : Lady Godiva
- 1976 : Fantasm : Felicity
- 1976 : Cream Rinse de R.J. Doyle, Diane Carter
- 1976 : Panama Red de Bob Chinn, Shari
- 1977 : The Boob Tube Strikes Again! de Lee Frost (en), invitée de la fête
- 2004 : Rene Bond - Sex Kitten, Alpha Blue (Compilation)
- 2004 : Rene Bond Collection, Alpha Blue (Compilation)